# 西谷正太
西谷 正太（にしたに しょうた）は、長崎大学大学院医歯薬学総合研究科助教授。専門分野は、行動神経科学。

## 経歴
- 2001年 - 成蹊大学工学部応用化学科卒業
- 2003年 - 横浜市立大学大学院医学研究科医科学専攻修了（修士課程）
- 2006年 - 県立長崎シーボルト大学 非常勤講師（～2007年）
- 2006年 - 長崎医療技術専門学校 非常勤講師（～2008年）
- 2006年 - 長崎大学大学院医歯薬学総合研究科医療科学専攻 助手（～2007年）
- 2007年 - 長崎大学大学院医歯薬学総合研究科医療科学専攻 助教授
- 2009年 - 長崎大学大学院医歯薬学総合研究科医療科学専攻修了（博士課程）

## 学位
- 医学博士（長崎大学）
- 医科学修士（横浜市立大学）
- 工学学士（成蹊大学）

## 受賞歴
- 2006年 - 第28回日本生物学的精神医学会・三学会合同年会優秀演題賞
- 2008年 - 2nd WFSBP Asia-Pacific Congress and 30th Annual Meeting of JSBP, Young Scientist Award（第2回アジア・太平洋生物学的精神医学会および第30回日本生物学的精神医学会 若手科学者賞）